# 2012年夏季奧林匹克運動會田徑女子400公尺比賽
2012年夏季奥林匹克运动会田徑比赛的女子400公尺项目于2012年8月3日至8月5日在英国倫敦奧林匹克體育場举行。此次比赛包含预赛、半决赛和决赛三个阶段。

## 纪录
本次比赛之前，现有的世界和奥运会纪录如下：
| 世界紀錄   | 玛丽塔·科赫（東德）      | 47.60秒 | 澳洲，坎培拉   | 1985年10月6日 |
| 奧運會紀錄 | 玛丽-若泽·佩雷克（法国） | 48.25秒 | 美國，亞特蘭大 | 1996年7月29日 |